# Choeropsis
A Choeropsis az emlősök (Mammalia) osztályának párosujjú patások (Artiodactyla) rendjébe, ezen belül a vízilófélék (Hippopotamidae) családjába tartozó nem.
Ez az emlősnem korábban a Hexaprotodon néven volt ismert, amely egyébként egy másik, önálló emlősnem. Manapság a Hexaprotodon emlősnem főleg az ázsiai, kihalt vízilovakat foglalja magába. Egyes rendszerezők még mindig a Hexaprotodon-fajok közé sorolják a törpe vízilovat is és a madagaszkári fosszilis rokonát is.

## Rendszerezés
A nembe az alábbi 2 faj tartozik:
- törpe víziló (Choeropsis liberiensis) (Morton, 1849) - típusfaj
- †madagaszkári törpe víziló (Choeropsis madagascariensis) (Guldberg, 1883)